# Martiros Sarjanmuseet
Martiros Sarjanmuseet är ett personmuseum i distriktet Kentron i Jerevan i Armenien, som är tillägnat målaren Martiros Sarjan.
Det ligger i Martiros Sarjans tidigare bostad och ateljé, ett trevåningshus i centrala Jerevan. Det byggdes efter beslut av Armeniens regering och öppnade 1967 under Martiros Sarjans livstid.
Museets permanenta utställning visar över 300 verk. 

## Bildgalleri

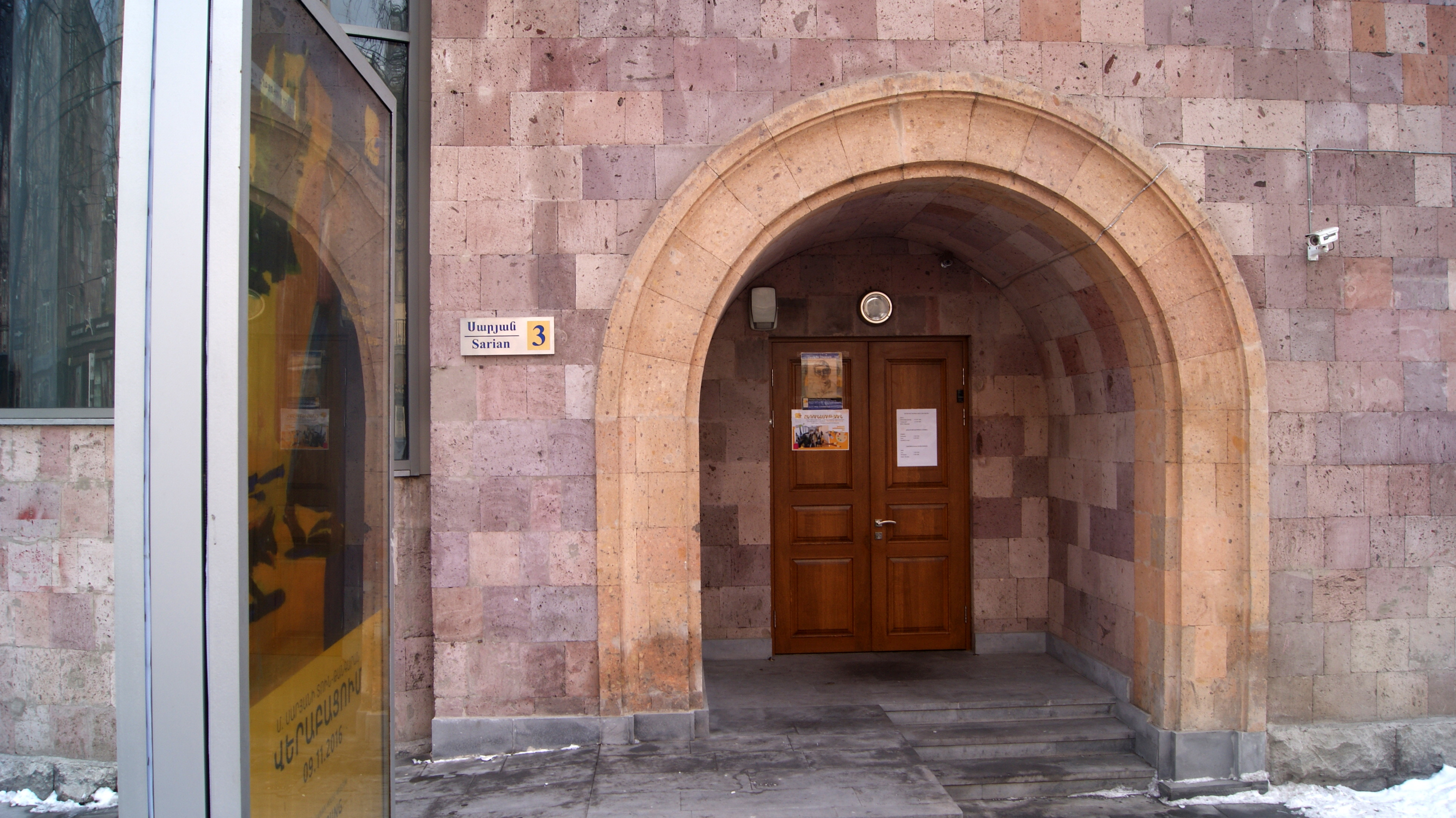
Entrén
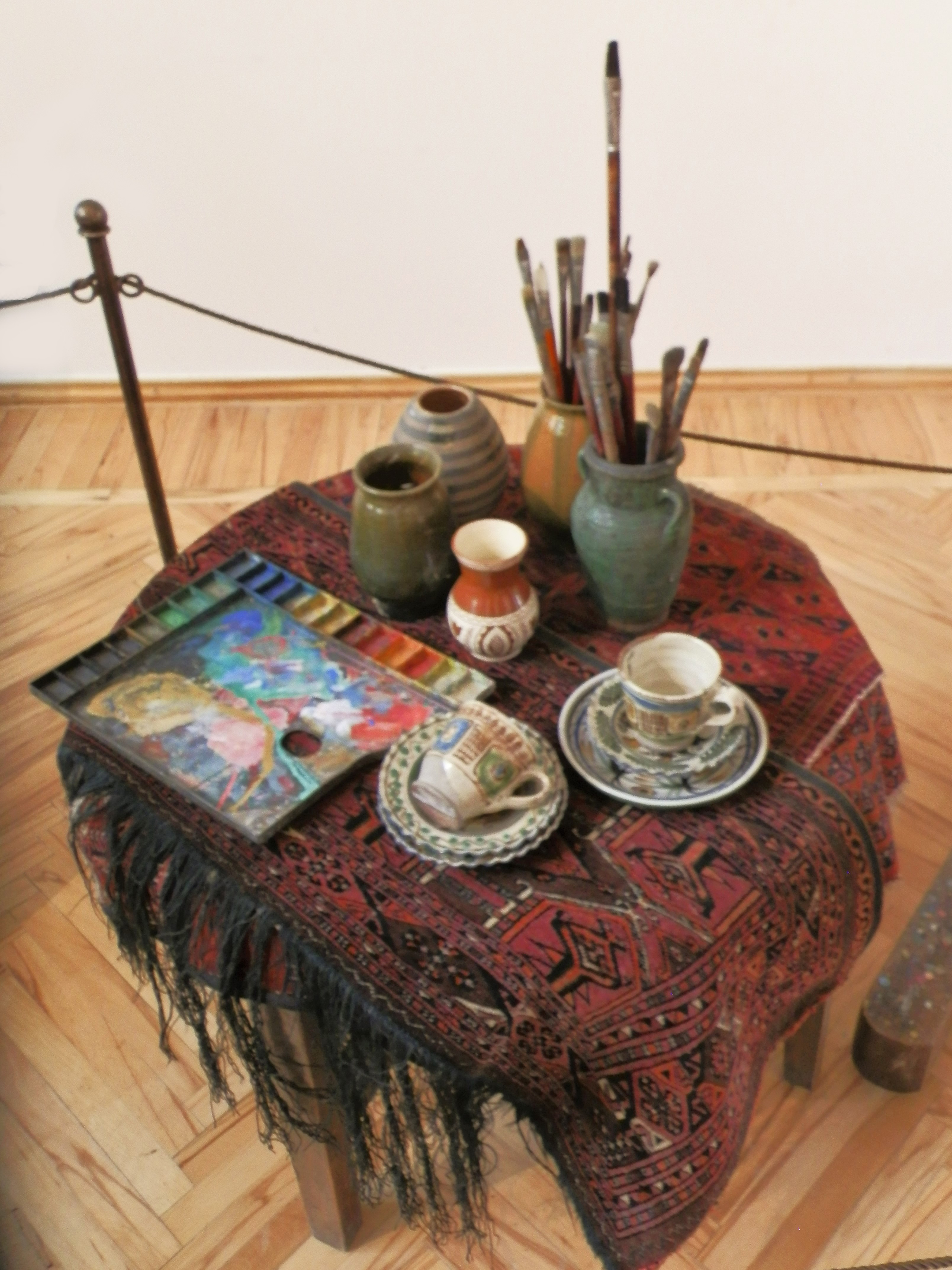
Arbetsredskap
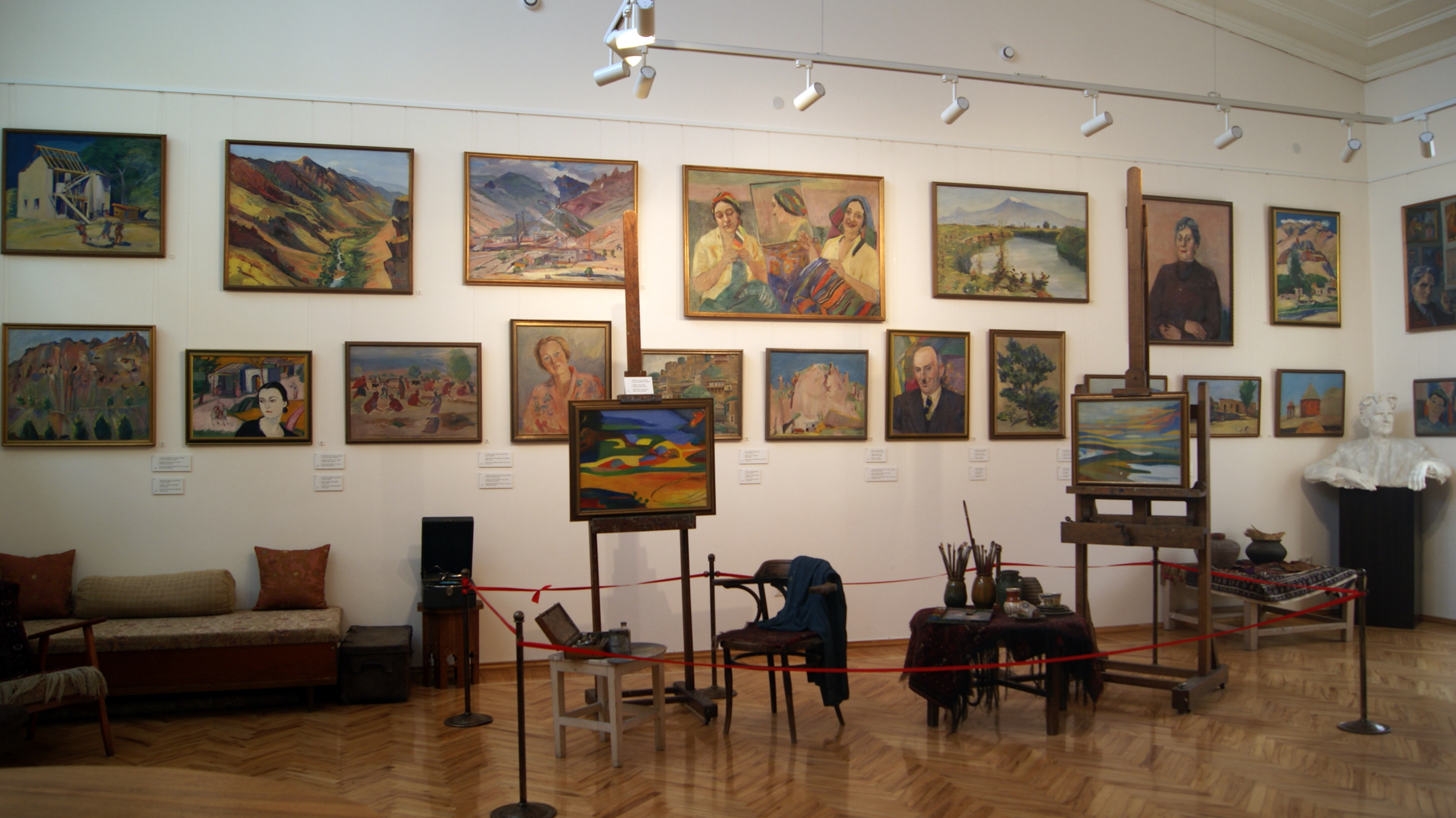
Utställningssal
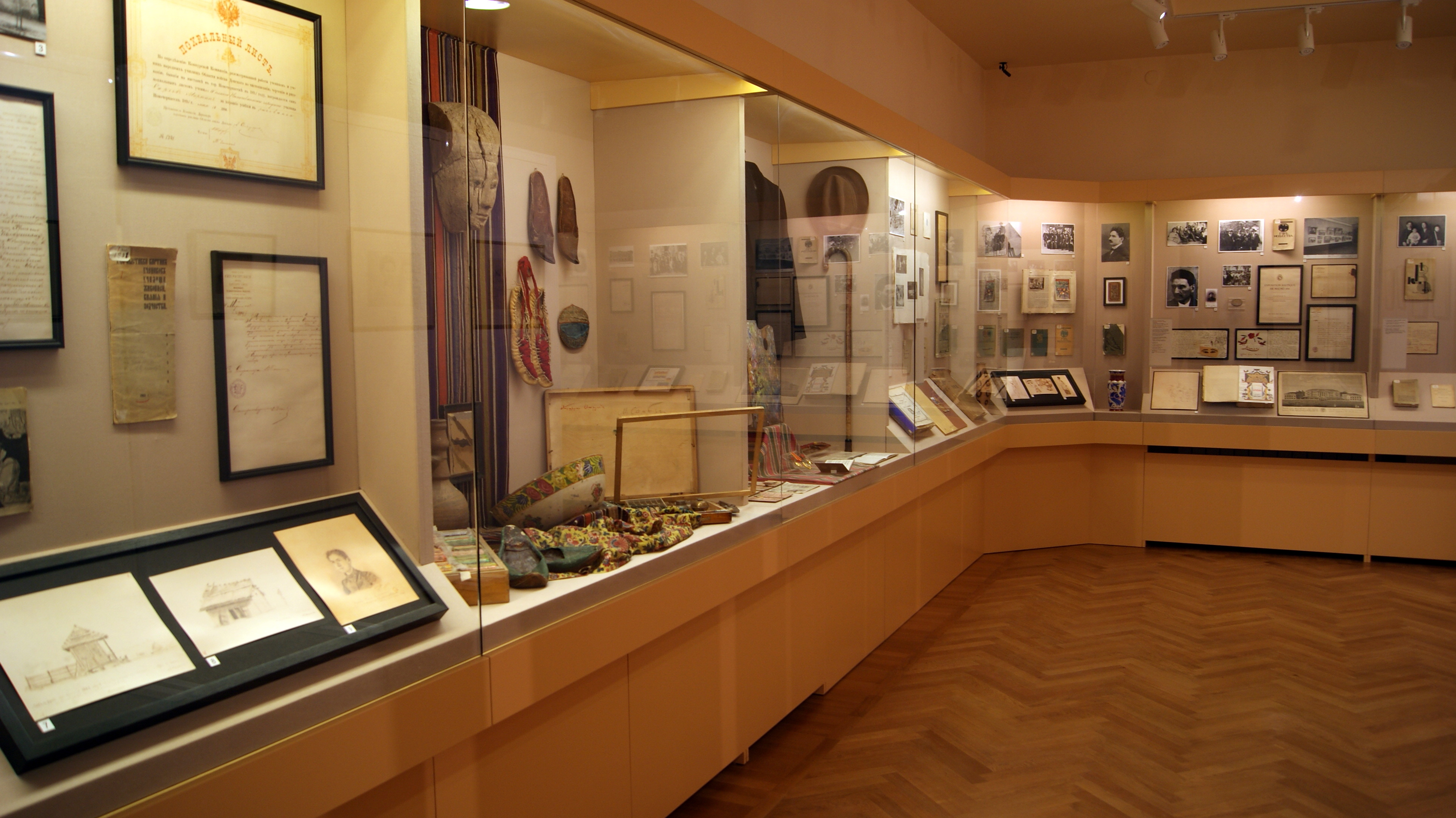
Utställningssal
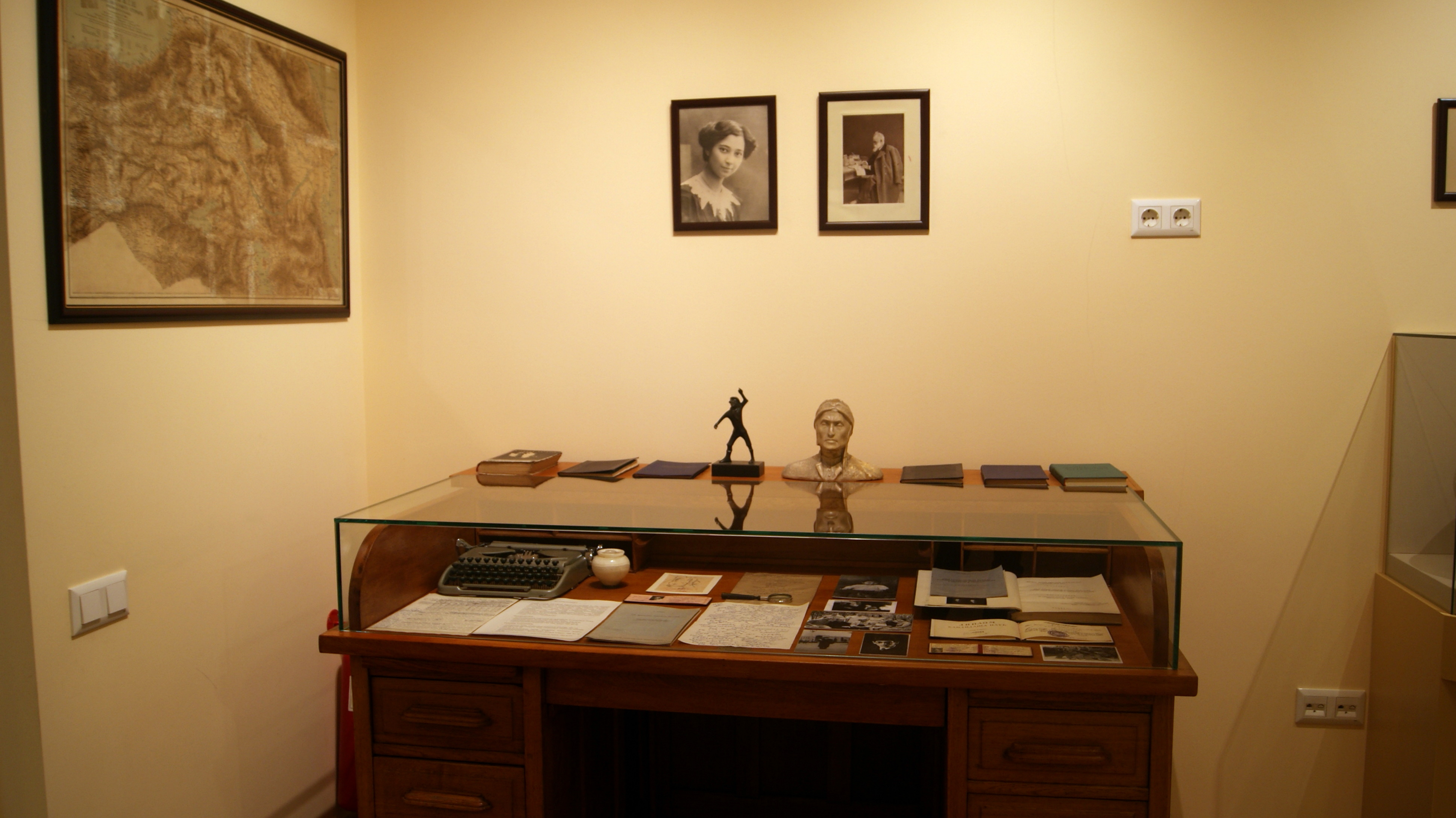
Arbetsbord